# Avenir de la langue française
Pour les articles homonymes, voir ALF.
 (décembre 2013).
 (janvier 2023).
La mise en forme du texte ne suit pas les recommandations de Wikipédia : il faut le « wikifier ».
Les points d'amélioration suivants sont les cas les plus fréquents. Le détail des points à revoir est peut-être précisé sur la page de discussion.
- Les titres sont pré-formatés par le logiciel. Ils ne sont ni en capitales, ni en gras.
- Le texte ne doit pas être écrit en capitales (les noms de famille non plus), ni en gras, ni en italique, ni en « petit »…
- Le gras n'est utilisé que pour surligner le titre de l'article dans l'introduction, une seule fois.
- L'italique est rarement utilisé : mots en langue étrangère, titres d'œuvres, noms de bateaux, etc.
- Les citations ne sont pas en italique mais en corps de texte normal. Elles sont entourées par des guillemets français : « et ».
- Les listes à puces sont à éviter, des paragraphes rédigés étant largement préférés. Les tableaux sont à réserver à la présentation de données structurées (résultats, etc.).
- Les appels de note de bas de page (petits chiffres en exposant, introduits par l'outil «  Source ») sont à placer entre la fin de phrase et le point final[comme ça].
- Les liens internes (vers d'autres articles de Wikipédia) sont à choisir avec parcimonie. Créez des liens vers des articles approfondissant le sujet. Les termes génériques sans rapport avec le sujet sont à éviter, ainsi que les répétitions de liens vers un même terme.
- Les liens externes sont à placer uniquement dans une section « Liens externes », à la fin de l'article. Ces liens sont à choisir avec parcimonie suivant les règles définies. Si un lien sert de source à l'article, son insertion dans le texte est à faire par les notes de bas de page.
- La présentation des références doit suivre les conventions bibliographiques. Il est recommandé d'utiliser les modèles {{Ouvrage}}, {{Chapitre}}, {{Article}}, {{Lien web}} et/ou {{Bibliographie}}. Le mode d'édition visuel peut mettre en forme automatiquement les références.
- Insérer une infobox (cadre d'informations à droite) n'est pas obligatoire pour parachever la mise en page.

Pour une aide détaillée, merci de consulter Aide:Wikification.
Si vous pensez que ces points ont été résolus, vous pouvez retirer ce bandeau et améliorer la mise en forme d'un autre article.
Avenir de la langue française (ALF) est une association de défense et de promotion de la langue française créée en 1992 (déclarée le 4 décembre 1992). Sa création faisait suite à la publication de deux appels dans Le Monde. Ils avaient été précédés de la réunion d'un groupe d'intellectuels à la Sorbonne autour de Dominique Noguez, Albert Salon, Dominique Gallet et Régis Debray pour lutter contre la dérive du tout-anglais.
Son siège est au 34 bis rue de Picpus, dans le 12e arrondissement de Paris.
En 1992, Avenir de la langue française (ALF) a contribué[réf. nécessaire] à obtenir l’inscription dans la Constitution de 1958 de la phrase suivante : « la langue de la République est le français » (article 2). Elle a également contribué[réf. nécessaire] à faire reconnaître la francophonie dans la Constitution (article 87).
En 1995, ALF est agréée par le ministre de la Justice et le ministre de la Culture pour faire appliquer la loi Toubon du 4 août 1994 ; cet agrément est renouvelé tous les trois ans depuis lors,,,,,,,,.
Avenir de la langue française édite un bulletin trimestriel du même nom et un Guide de l’usager, indiquant « comment veiller à l’emploi de la langue française en France et faire appliquer la loi Toubon ».
Elle se bat contre l'utilisation d'autres langues comme le Corse au détriment des populations locales. Elle n'hésite pas à faire enacer de procès ses locuteurs élus 

## Présidents
Avenir de la langue française a été présidée successivement depuis 2003 par Dominique Noguez (1992-1993), Philippe Rossillon (1993-1997), Bernard Dorin (1998-2003) et Albert Salon, ancien ambassadeur de France, docteur d’État ès Lettres (2003-2020). Celui-ci est son président d'honneur (depuis 2020) après l'avoir présidée pendant 17 ans.

## Objectifs
Avenir de la langue française agit pour le respect du français en France et à l'étranger.
C'est une association qui rassemble tous ceux qui refusent de se soumettre à la domination absolue de la "langue dollar" et qui veulent continuer à vivre en français en France, dans les pays francophones, dans une Europe plurilingue, dans un monde riche de toutes ses langues et cultures.
Face à la domination universelle et uniformisante de l’anglo-américain qui menace l’avenir de notre langue,
nous luttons pour que vous conserviez le droit :
• de travailler en français en France
• en faisant respecter par les employeurs et l’administration française l’obligation légale de fournir à tous leurs salariés des documents de travail en français; d’utiliser le français dans les relations de travail et la communication de l’entreprise et en faisant sanctionner les pratiques par lesquelles les entreprises imposent abusivement, au-delà de toute nécessité économique ou technique, la connaissance et l’emploi de l’anglais comme conditions d’embauche et de promotion professionnelle.
• de consommer en français
• en faisant respecter l’obligation légale de présenter en français les biens et services offerts sur le marché français, les modes d’emploi et la publicité sur tous supports qui en assurent la promotion.
• de conserver le choix des langues étrangères enseignées à vos enfants
• en faisant respecter dans les faits la pluralité des langues étrangères enseignées à l’école.
• de communiquer en français avec les institutions de l’Union Européenne
• en faisant respecter son règlement de 1958 qui garantit l’égalité de toutes les langues officielles des États membres.

## Actions
1) Actions de sensibilisation, manifestations, campagnes :
- Alerte les pouvoirs publics ; l’opinion publique par les médias
- Soutient et diffuse les actions et publications de la Délégation générale à la Langue française et aux langues de France (DGLFLF)
- participe par son président à l’Académie-jury des prix "Carpette anglaise" et "Tapis Rouge"
- dénonce les dérives dans colloques, articles, déclarations politiques…
- utilise une radio libre très connue par son président qui y anime depuis 2003 l’émission "Le français en partage".

2) Actions juridiques et contentieuses :
- ALF fit, en 1992, introduire par des parlementaires amis la précieuse phrase "La langue de la République est le français" dans la Constitution
- ALF est à l'origine du projet de loi devenu loi Toubon du 4 août 1994
- ALF a traité depuis 1993 plus de 5 000 signalements d’infractions
- ALF a conduit une cinquantaine de procès devant les juridictions judiciaires et administratives.

3) Actions fortes en secteurs vitaux : travail, enseignement, culture, sciences :
- avec les syndicats, et auprès des grandes entreprises
- pour le plein droit de travailler en français en France
- français langue des collectivités et services publics
- de l'enseignement, en particulier : supérieur : ALF a lancé en 2013 la grande campagne médiatique contre l’article 2 de la loi Fioraso qui ouvrait les vannes à l’enseignement en "globish-pour-tous" dans nos universités. D’intéressants amendements ont été obtenus. Elle a déposé des recours devant les tribunaux administratifs contre 5 universités et établissements (dont l’ENS !...) qui avaient offert des formations diplômantes exclusivement en anglais, en violation flagrante de la loi Toubon.
- de culture : chanson, cinéma, médias…
- des sciences et de la recherche. Solide argumentaire publié pour le français dans les sciences, disponible au siège d’ALF.

4) Francophonie et International :
- ALF a obtenu, par des parlementaires amis, en juillet 2008, de constitutionnaliser la Francophonie-Communauté (titre XIV, art. 87)
- agit pour français et plurilinguisme dans l'Union européenne et les institutions internationales
- promeut la solidarité avec les peuples et communautés francophones : entretient des liens avec des associations et mouvements francophones québécois, suisses, wallons ; ainsi que, dans leurs langues respectives, avec des associations allemandes, italiennes
- ALF a lancé en octobre 2001, du balcon du "Plaisir" du roi François Ier, le projet "château de Villers-Cotterêts" : Institut international de documentation, formation et recherche sur la Francophonie et la diversité linguistique et culturelle européenne et mondiale, projet que le Président de la République Emmanuel Macron vient, le 20 mars 2018, de reprendre à son compte
- ALF a réuni 44 mouvements français et étrangers dans la manifestation-marche pour la francophonie et pour la diversité linguistique et culturelle, le 18 juin 2011 (Panthéon et Quartier latin, 1 200 marcheurs)
- ALF organise la synergie entre 32 associations françaises et 8 associations francophones hors de France qui décident au cas par cas de leurs actions communes.

ALF a pu ainsi lancer :
- en 2012, la Campagne Communes de France pour la langue française, et présenter en mai 2017 les votes de centaines de communes représentatives de toute la France en équivalent de referendum d’initiative populaire
- en 2016, la campagne pour l’introduction d’un "droit au français" dans la loi "Égalité et citoyenneté"
- dès le 24 juin 2016, la campagne pour tirer la conséquence logique du Brexit sur les langues officielles de l’Union européenne, relancée vigoureusement après le 20 mars 2018 et la présentation par Emmanuel Macron de son Plan pour le français et la Francophonie
- en 2017, la campagne contre le débile slogan en anglais ("made for sharing") de présentation de la candidature de Paris aux JO de 2024
- en 2017, la campagne de sensibilisation, avec dossiers très nourris, des candidats à l’Élysée et à l’Assemblée, qui a obtenu des engagements écrits précis de la part de plusieurs candidats, dont Mme Le Pen, MM. Dupont-Aignan, Macron et Mélenchon.
- en février 2018, ALF et "La République exemplaire" ont commandé ensemble à l’Institut d’opinion BVA un sondage national pour mesurer l’attachement des Français à leur langue et à la Francophonie.

ALF distinguée par l'OIF : le président d'honneur d'Avenir de la langue française (ALF) a reçu de M. Abdou Diouf la médaille Senghor de la Francophonie 2014, au siège de l'Organisation internationale de la Francophonie (OIF), en hommage à ALF et aux associations qui, en France et au dehors, "mènent ensemble un combat exemplaire pour la langue française en France et pour la solidarité et la coopération entre les pays, communautés et collectivités locales, qui ont le français en partage." (10/05/2018).
Actions en cours
- en 2018, 2019 et 2020 : la poursuite du dossier "Langues de l'Union" à l'heure du post-Brexit, ainsi que du  projet Villers-Cotterêts comme institut de la Francophonie
- en 2020-2021 et suivantes : le Haut Conseil de la langue française et de la Francophonie (HCLFF) a vu le jour en juin 2020. Il rassemble une centaine de personnalités françaises de milieux professionnels et orientations spirituelles et politiques très divers, qui se sont, par un communiqué du 18 juin, constituées en un réseau informel de citoyens voulant porter à un palier supérieur la résistance de la "société civile" française à l’entreprise en cours d’effacement de la langue française et de la Francophonie, contre les puissances privées et les pouvoirs publics français et étrangers œuvrant aujourd’hui à la substitution de l’anglo-américain aux langues nationales en Europe et au Canada dans leurs fonctions publiques et officielles.
- en 2024, elle est à l'origine du projet Je Suis Molière qui se définie comme "une initiative francophone dédiée à la célébration de la langue française. Avec toutes celles et ceux qui l'aiment, partout dans le monde, nous nous engageons à protéger et garantir la vitalité de la langue française, communément appelée la langue de Molière[3]." Le projet est porté par une douzaine d'associations francophones dont la DLF, l'AEC, l'Alliance Champlain (Nouvelle Calédonie), la Biennale de la Langue Française, le Réseau International des Maisons des Francophonies (RIMF). Il a pour objectif de sensibiliser la communauté francophone à l'utilisation, la défense et la protection de la langue de Molière. Le projet a été mis en place en marge du XIXe Sommet de la Francophonie.

## Synergies
ALF est l'une des quatre associations à l’origine du prix de la Carpette anglaise, décerné aux personnalités qui, selon le jury, collaborent activement à la propagation de la langue anglaise dans les institutions européennes ou internationales.
ALF est membre de l'association Droit de comprendre (DdC), qui rassemble en outre : Défense de la langue française (DLF), l'Association pour la sauvegarde et l'expansion de la langue française (ASSELAF), le Cercle littéraire des écrivains cheminots et l'Alliance Champlain.